# Psków

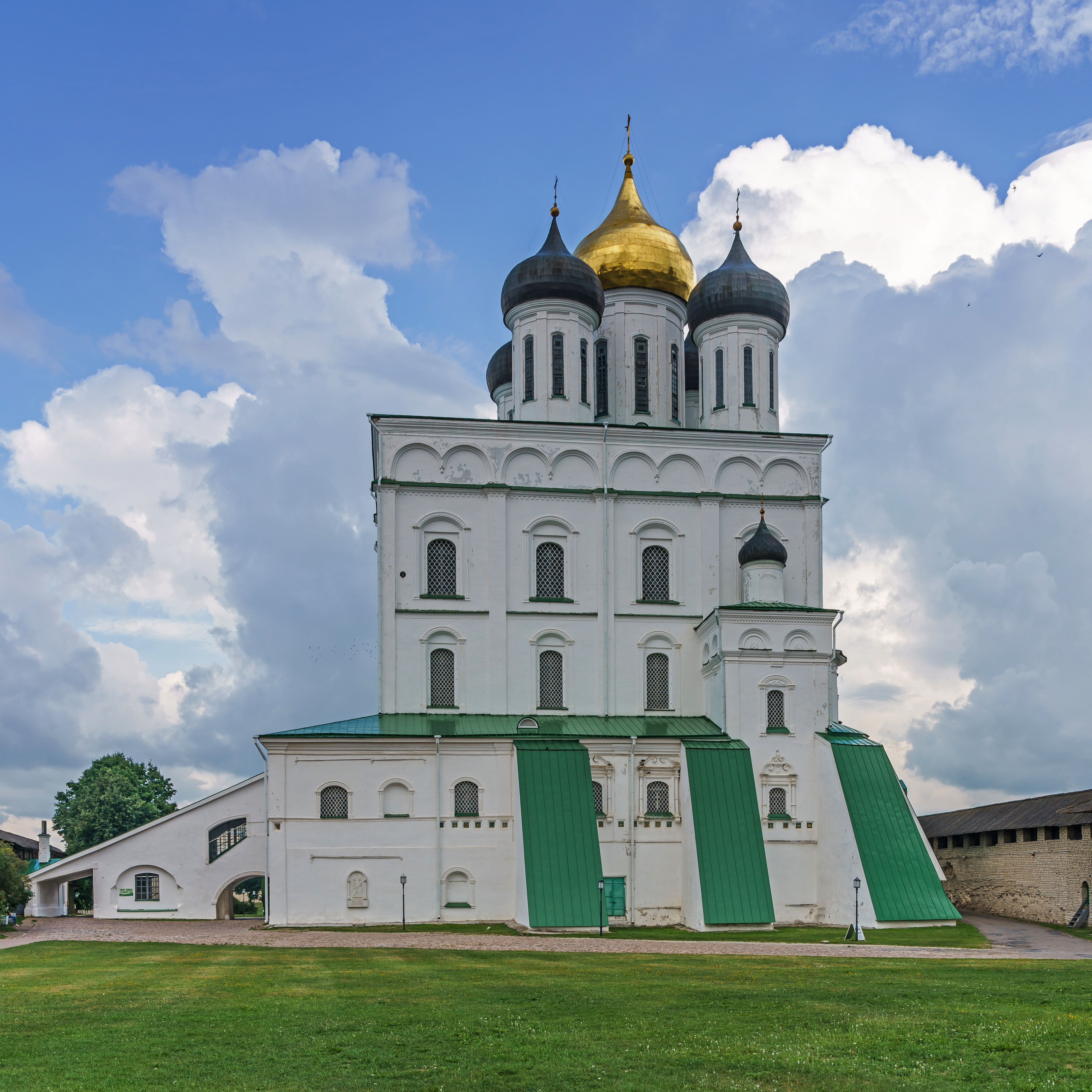
Sobór Trójcy Świętej w Pskowie

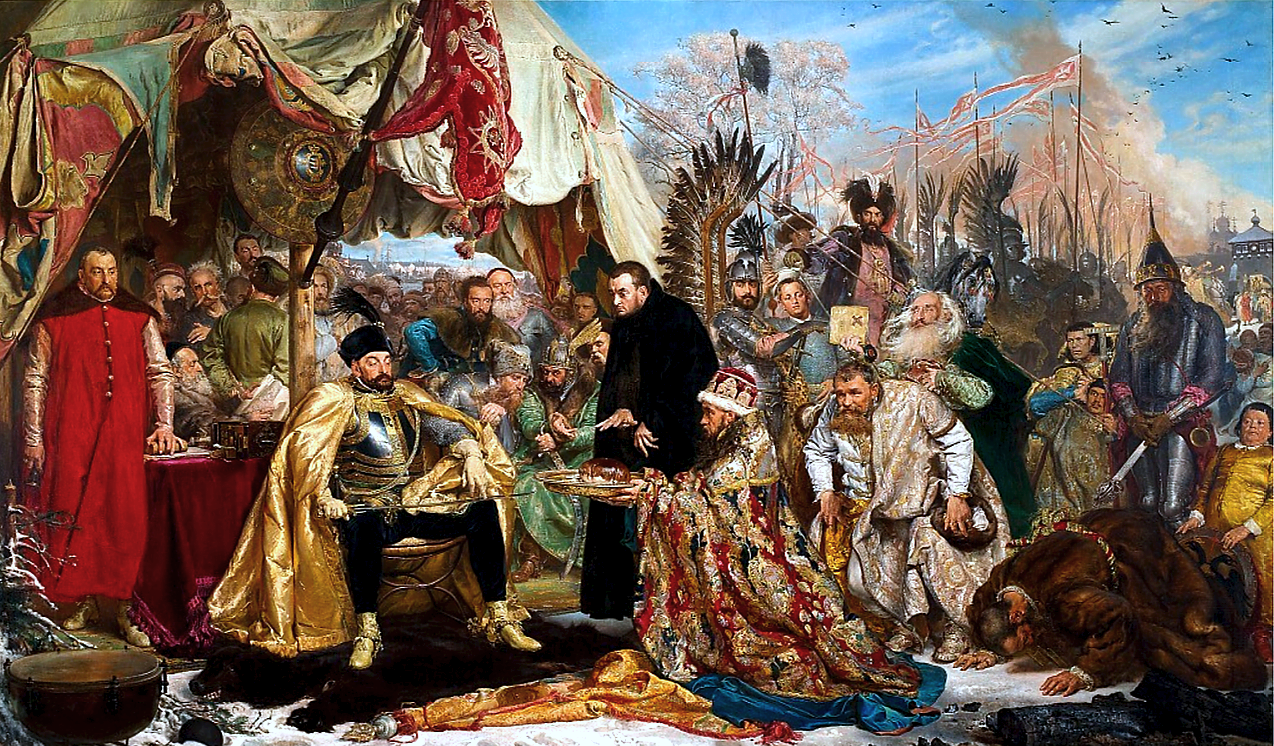
Jan Matejko – Stefan Batory pod Pskowem

Psków (ros. Псков) – miasto w Rosji nad jeziorem Pejpus, stolica obwodu pskowskiego, w 2020 roku liczyło 210,3 tys. mieszkańców, liczne zabytki: kreml, cerkwie, pałace.

## Historia

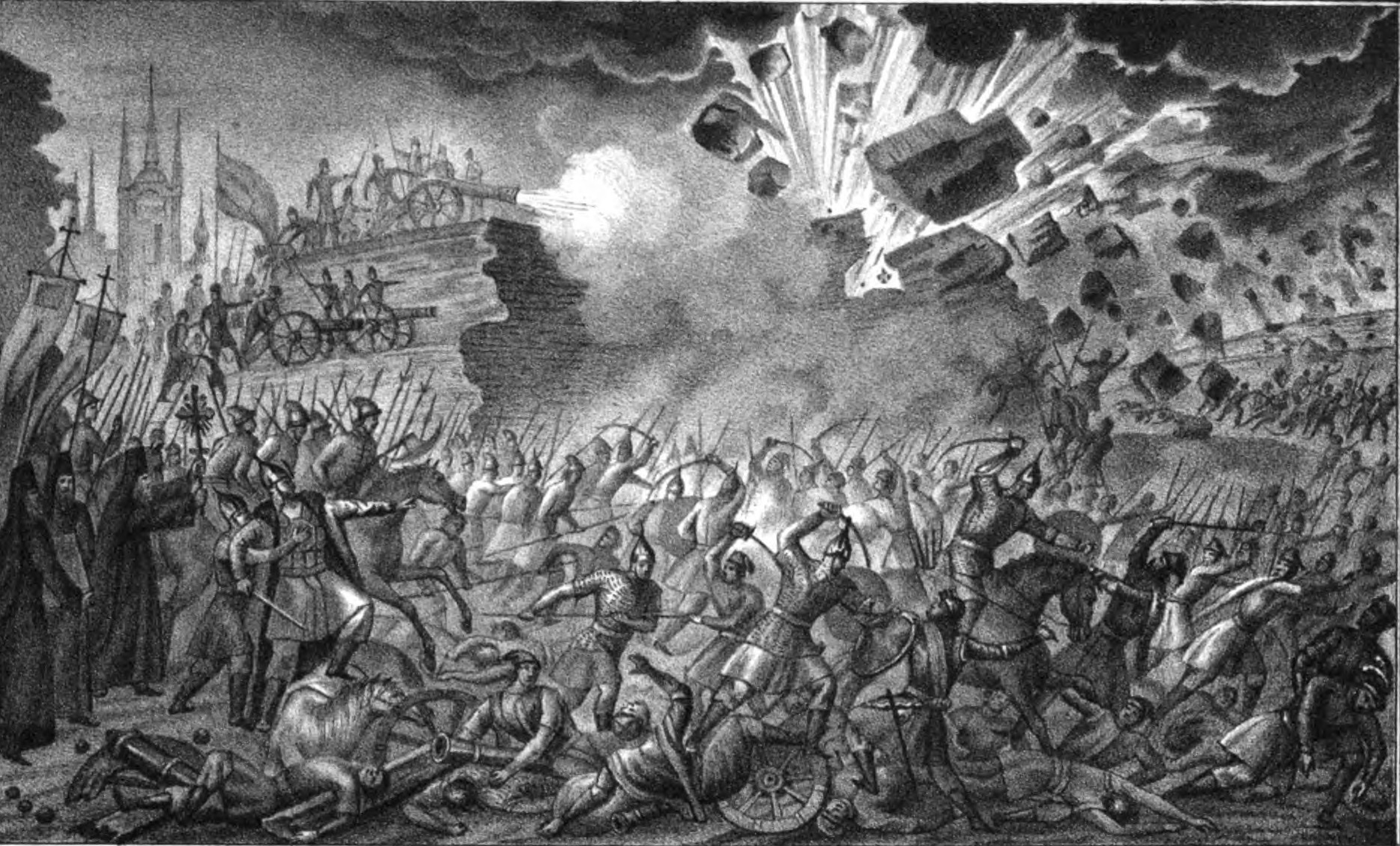
Oblężenie Pskowa

Jedno z najstarszych miast w średniowiecznej Rusi (IX-X w.), wzmiankowane w 903 r. W 1212 roku zdobyty i spustoszony przez Estów dowodzonych przez starostę Sakali Lembitu. Stolica Republiki Pskowa, od 1510 w Wielkim Księstwie Moskiewskim, ważny ośrodek strategiczno-wojskowy na drogach z Moskwy do portów bałtyckich, wielokrotnie oblegany, m.in. przez wojska Stefana Batorego w latach 1581-1582. Ważny węzeł uruchomionej pod koniec 1862 r. Kolei Warszawsko-Petersburskiej.

## Zabytki
Zachowana najstarsza część miasta, Krom (Kreml) z XIII-wiecznymi obwarowaniami. Sobór Trójcy Świętej, sobór Przemienienia Pańskiego, sobór Narodzenia Matki Bożej, cerkwie z XIV-XVI w. m.in.: Bazylego na Górce, Kosmy i Damiana, Piotra i Pawła, Opieki Matki Bożej i Narodzenia Matki Bożej. Część pskowskich cerkwi została wpisana na listę Światowego Dziedzictwa UNESCO.

## Demografia
Skład narodowościowy:
| w 1897: 1. Rosjanie – 24 324 (79,81%) 2. Polacy – 1743 (5,72%) 3. Żydzi – 1415 (4,64%) 4. Niemcy – 1312 (4,30%) 5. Łotysze – 719 (2,36%) 6. Estończycy – 633 (2,08%) 7. Finowie – 74 (0,24%) 8. Romowie – 52 (0,17%) | w 2002: 1. Rosjanie – 190 480 (93,93%) 2. Ukraińcy – 3934 (1,94%) 3. Białorusini – 2270 (1,12%) 4. Ormianie – 914 (0,45%) 5. Romowie – 578 (0,29%) 6. Tatarzy – 439 (0,22%) 7. Azerowie – 389 (0,19%) 8. Żydzi – 264 (0,13%) | w 2010: 1. Rosjanie – 177 580 (87,36%) 2. Ukraińcy – 2952 (1,45%) 3. Białorusini – 1761 (0,87%) 4. Ormianie – 950 (0,47%) 5. Romowie – 477 (0,23%) 6. Tatarzy – 402 (0,20%) 7. Azerowie – 379 (0,19%) 8. Uzbecy – 157 (0,08%) |

## Gospodarka
W mieście rozwinął się przemysł maszynowy, elektrotechniczny, materiałów budowlanych, włókienniczy, odzieżowy, skórzany oraz spożywczy.

## Sport
W mieście działa klub piłki nożnej, pod nazwą Pskow-747 Psków, grający w Drugiej Dywizji, grupa Zachodnia (III poziom rozgrywek rosyjskiej piłki nożnej).

## Miasta partnerskie
- Arles, Francja
- Boston, USA
- Gera, Niemcy
- Dyneburg, Łotwa
- Kuopio, Finlandia
- Mianyang, Chiny
- Neuss, Niemcy
- Nijmegen, Holandia
- Norrtälje, Szwecja
- Perth, Szkocja
- Roanoke, USA
- Rzeżyca, Łotwa
- Tartu, Estonia
- Valmiera, Łotwa
- Witebsk, Białoruś

Do 1 marca 2016 roku miastem partnerskim Pskowa był również ukraiński Czernihów.

## Polacy urodzeni w Pskowie
- Witold Broniewski – naukowiec, profesor, metaloznawca, metalurg
- Zofia Franio – lekarz, członkini Służby Zwycięstwu Polski, Związku Walki Zbrojnej i Armii Krajowej
- Jadwiga Jaśkiewiczowa – prawnik i ekonomistka
- Tadeusz Jędrzejewski – architekt
- Zygmunt Nowicki – senator, prawnik
- Stanisław Roman Sakowicz – ichtiolog, profesor Wyższej Szkoły Rolniczej w Olsztynie, organizator, pierwszy dyrektor i patron Instytutu Rybactwa Śródlądowego w Olsztynie
- Teresa Świklanka – kurierka, członkini Służby Zwycięstwu Polski, Związku Walki Zbrojnej i Armii Krajowej
- Kazimierz Tarwid – ekolog, żołnierz Armii Krajowej
- Sylwester Wojewódzki – komunista, porucznik Wojska Polskiego
- Eugeniusz Żongołłowicz – pułkownik piechoty Wojska Polskiego II RP